# NGC 1581
NGC 1581 је елиптична галаксија у сазвежђу Златна риба која се налази на NGC листи објеката дубоког неба.
Деклинација објекта је - 54° 56' 32" а ректасцензија 4h 24m 44,9s. Привидна величина (магнитуда) објекта NGC 1581 износи 12,5 а фотографска магнитуда 13,5. NGC 1581 је још познат и под ознакама ESO 157-26, IRAS 04236-5503, PGC 15055.